# سیرا ریو
سیرا ریو (انگلیسی: Seira Ryū؛ ۲۵ نوامبر ۱۹۸۵ – ) صداپیشه اهل ژاپن بود. وی از سال ۲۰۱۱ میلادی تاکنون مشغول فعالیت بوده‌است.